# Plutodes transmutata
Plutodes transmutata là một loài bướm đêm trong họ Geometridae.